# Joann
Joann is een restaurant in Enschede. Bij de uitreiking van de Michelinsterren voor 2024 ontving het een ster.

## Locatie
Restaurant Joann bevindt zich in het centrum van Enschede, ten westen van het de Oude Markt. Het pand waarin het restaurant is gevestigd, was ooit de woning van Matthieu Léonard van Gelderen, een joodse man die een belangrijke rol speelde in de stad. Hij was actief in de sociale sector en had een grote betrokkenheid bij de lokale gemeenschap. Het gebouw heeft door de jaren heen verschillende functies gehad, waaronder een directeurswoning en een politiebureau.

## Geschiedenis
Eigenaar en chef-kok Emiel Kwekkeboom opende samen met zijn vrouw en maître Mandy Overbeek op 15 mei 2019 restaurant Joann. De naam is een samenvoeging van de tweede naam van Mandy en de namen van de moeders van het stel, Joke en Anneke.
Voordat Emiel Kwekkeboom het restaurant opende, werkte hij onder meer bij  La Rive in het Amstel Hotel in Amsterdam. Overbeek werkte onder meer in het Okura.
In december 2024 bij de uitreiking van de Michelinsterren, ontving Joann een ster. In 2024 werd de zaak onderscheiden met 15,5 van de maximaal te behalen 20 punten in de GaultMillau-gids.